# 이윤서 (체조 선수)

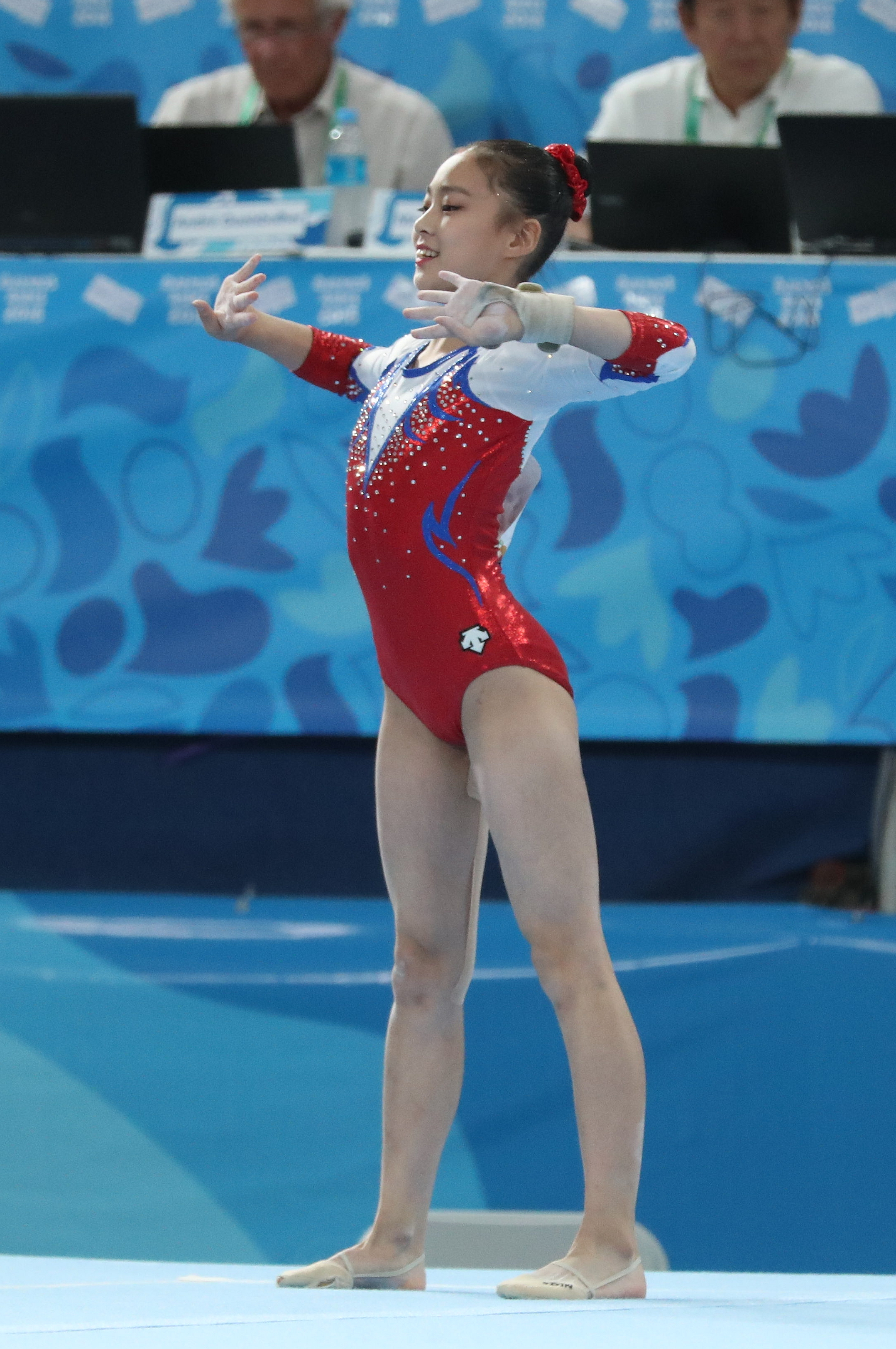
2018년 하계 청소년 올림픽에서의 모습

이윤서(2003년 3월 5일 ~ )는 대한민국의 기계 체조 선수이다. 2022년 아시아 이단평행봉 및 팀 은메달리스트이자 종합, 이단평행봉 및 마루운동 동메달리스트이다. 세계 선수권 대회에 4차례 출전했으며, 2020년 하계 올림픽과 2018년 하계 청소년 올림픽에서 한국을 대표했다.

## 어린 시절
이윤서는 2003년 서울특별시에서 태어났다. 아버지 이종은 1990년대 국제체조 선수로 활동했으며 이윤서가 체조를 시작한 전농초등학교 코치를 맡았다.